# Белокриница (Кременецкий район)
Белокрини́ца (укр. Білокриниця) — село в Кременецкой городской общине Кременецкого района Тернопольской области Украины.
Код КОАТУУ — 6123480701. Население по переписи 2017 года составляло 2215 человек.

## Географическое положение

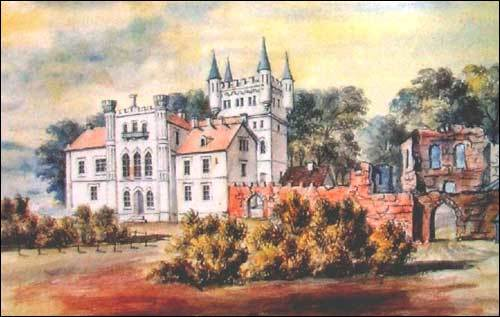
Дворец с руинами старого замка, Наполеон Орда

Село Белокриница находится на правом берегу реки Иква,
выше по течению на расстоянии в 1 км расположен город Кременец,
ниже по течению на расстоянии в 1 км расположено село Андруга,
на противоположном берегу — село Сапанов.
Через село проходит автомобильная дорога М-19 (E 85).
Рядом проходит железная дорога.

## История
- 1438 год — первое упоминание о селе.

## Достопримечательности
- Белокриницкий дворец

## Объекты социальной сферы
- Школа.
- Лесотехнический колледж
- Детский сад.
- Клуб.
- Дом культуры.
- Фельдшерско-акушерский пункт.
- Амбулатория.